# Charles Algernon Parsons
Sir Charles Algernon Parsons OM KCB FRS (13 de juny de 1854 – 11 de febrer de 1931) va ser un enginyer anglo-irlandès conegut especialment per la invenció de la turbina de vapor. Va treballar en l'enginyeria de la dinamo i les turbines aconseguint avenços importants en la generació d'energia elèctrica. El seu treball va ser molt influent en l'enginyeria electrònica i l'enginyeria naval. També va desenvolupar equipament òptic com telescopi i focus d'il·luminació.

## Biografia
Parsons va néixer a Londres en una família anglo-irlandesa el 1854 i era el fill petit del famós astrònom William Parsons.
La seu de la família és el castell de Birr, comtat d'Offaly, Irlanda, i la ciutat de Birr es va anomenar Parsonstown, en honor de la família, de 1620 a 1901.
Ell i el seu germà gran, Richard Clare Parsons, van construir un automòbil de vapor on aquest darrer moriria en un accident de trànsit (el primer amb un automòbil mecànic) l'any 1869, en el mateix accident la seva cosina Mary Ward va caure i es va trencar el coll.

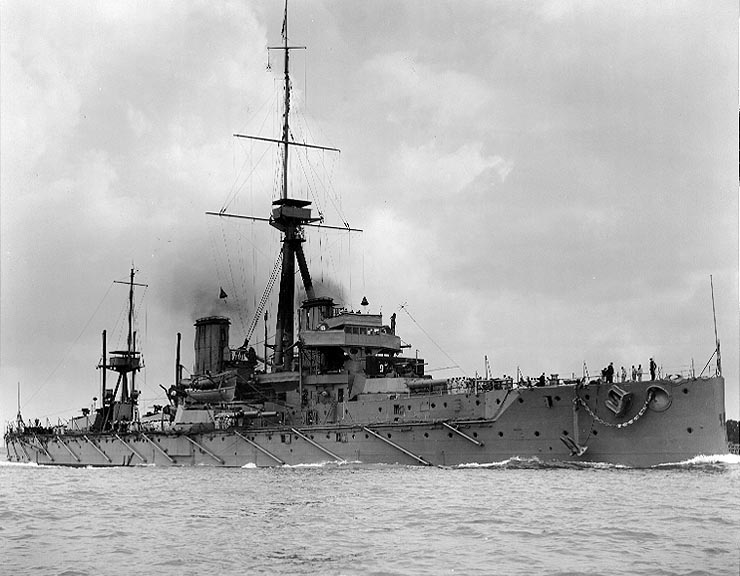
HMS Dreadnought del 1906. Va ser el primer cuirassat modern i el més ràpid del seu moment gràcies a l'ús de turbines de vapor Parsons.

Amb els seus tres germans, Parsons va ser educat a casa seva a Irlanda per tutors privats (incloent-hi John Purser), tots els quals eren molt versats en les ciències i també van actuar com a ajudants pràctics del comte en el seu treball astronòmic. (Un d'ells esdevingué més tard, com Sir Robert Ball, astrònom reial d'Irlanda). Aleshores, Parsons va llegir matemàtiques al Trinity College de Dublín i al St. John's College de Cambridge, i es va graduar d'aquest últim el 1877 amb un títol d'honor de primera classe. Es va incorporar a l'empresa d'enginyeria WG Armstrong de Newcastle com a aprenent, un pas inusual per al fill d'un comte. Més tard es va traslladar a Kitsons a Leeds, on va treballar en torpedes propulsats per coets.

### Motor de turbina de vapor

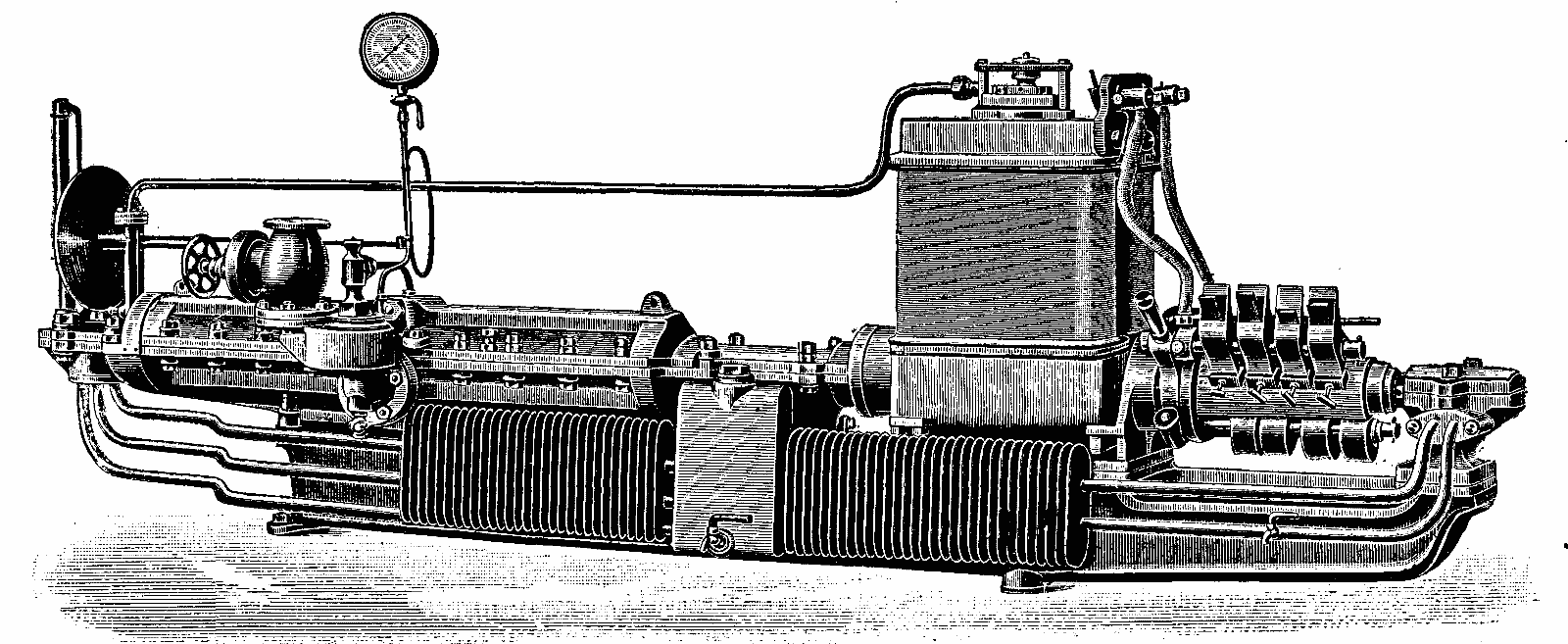
Primera turbina de vapor composta, construïda per Parsons el 1887

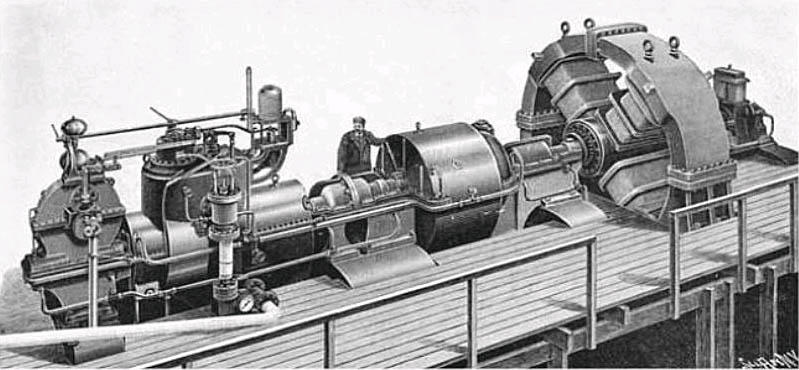
El primer turbogenerador d'1 MW de Parsons construït per a la ciutat d’Elberfeld, Alemanya el 1899, va produir electricitat monofàsica a 4 kV

El 1884 Parsons es va traslladar a Clarke, Chapman and Co., fabricants de motors de vaixells que operaven prop de Newcastle, on es va convertir en cap del seu desenvolupament d'equips elèctrics. Va utilitzar la gran col·lecció de propietats del vapor de Regnault ("dades dels físics") per desenvolupar un motor de turbina que girava a 18.000 RPM. Va utilitzar immediatament el nou motor per accionar un generador elèctric, que també havia dissenyat. La turbina de vapor de Parsons va fer possible l'electricitat barata i abundant i va revolucionar el transport marítim i la guerra naval. Aquesta innovació va permetre generar electricitat de forma abundant i va revolucionar el transport marítim, aconseguint velocitats molt majors que els motors a vapor convencionals.

Un altre tipus de turbina de vapor de l'època, inventada per Gustaf de Laval (1845–1913) a la dècada de 1880, era un disseny d'impuls que sotmetia el mecanisme a grans forces centrífugues i, per tant, tenia una producció limitada a causa de la debilitat dels materials disponibles. Parsons va explicar a la seva conferència Rede de 1911 que la seva apreciació del problema de l'escala va portar al seu avenç de 1884 en la turbina de vapor composta:
| « | Em va semblar que les velocitats superficials moderades i les velocitats de rotació eren essencials si el motor de la turbina havia de rebre una acceptació general com a motor principal. Per tant, vaig decidir dividir la caiguda de pressió del vapor en petites expansions fraccionades sobre un gran nombre de turbines en sèrie, de manera que la velocitat del vapor enlloc hauria de ser gran... També estava ansiós per evitar la coneguda acció de tall sobre metall de vapor a gran velocitat . | » |

### Fundador de Parsons and Company
El 1889 va fundar C.A. Parsons and Company a Newcastle per produir turbogeneradors segons el seu disseny. El mateix any va fundar la Newcastle and District Electric Lighting Company (DisCO). El 1890, Disco va obrir la Forth Banks Power Station, la primera central elèctrica del món que va generar electricitat mitjançant turbogeneradors. El 1894 va recuperar certs drets de patent de Clarke Chapman. Tot i que la seva primera turbina era només un 1,6% d'eficiència i només generava 7,5 quilowatts, les ràpides millores incrementals en pocs anys van portar a la seva primera turbina de megawatts, construïda el 1899 per a una planta de generació a Elberfeld a l'Imperi alemany.

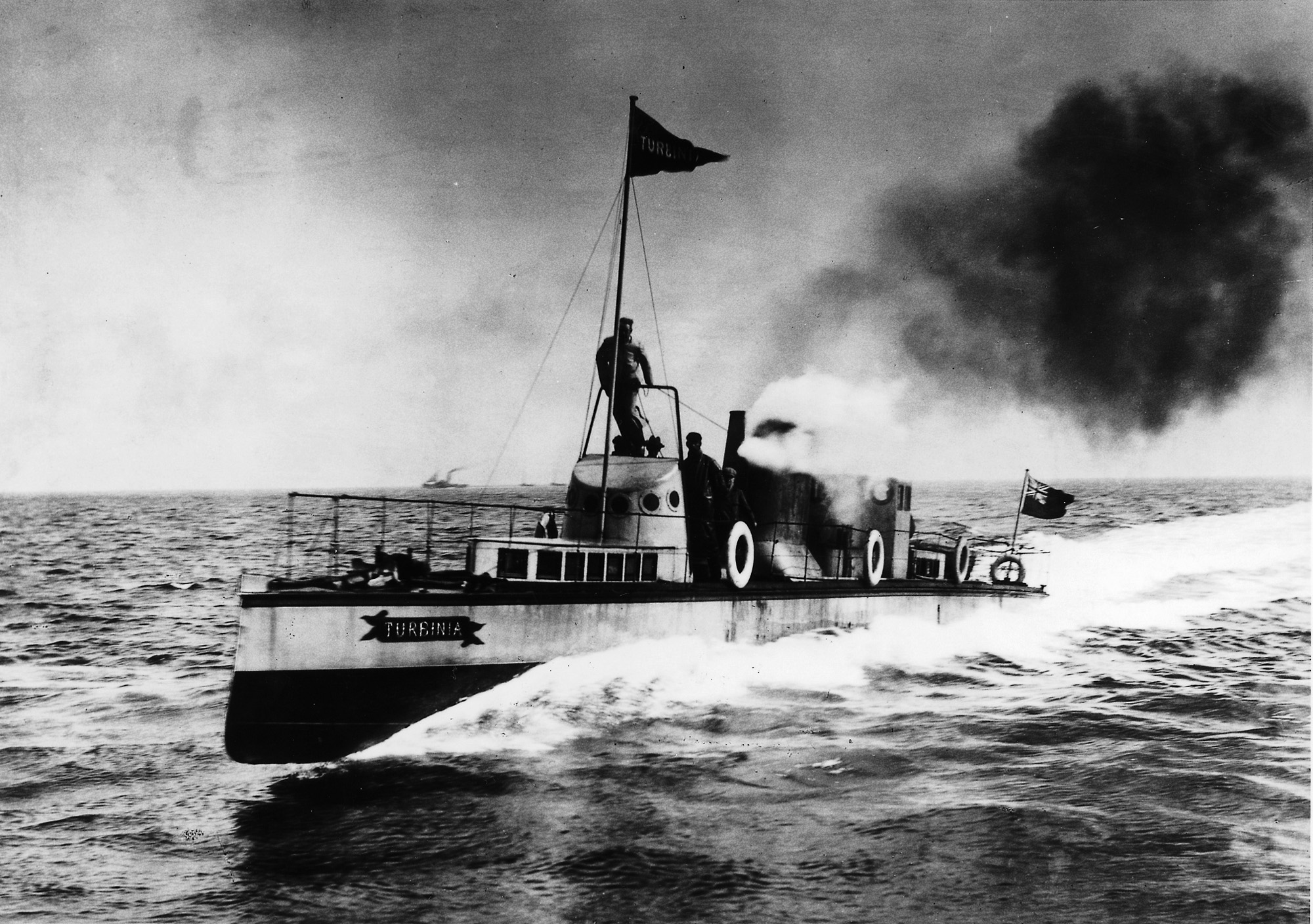
El primer vaixell de turbina de vapor Turbinia: el més ràpid del món en aquell moment

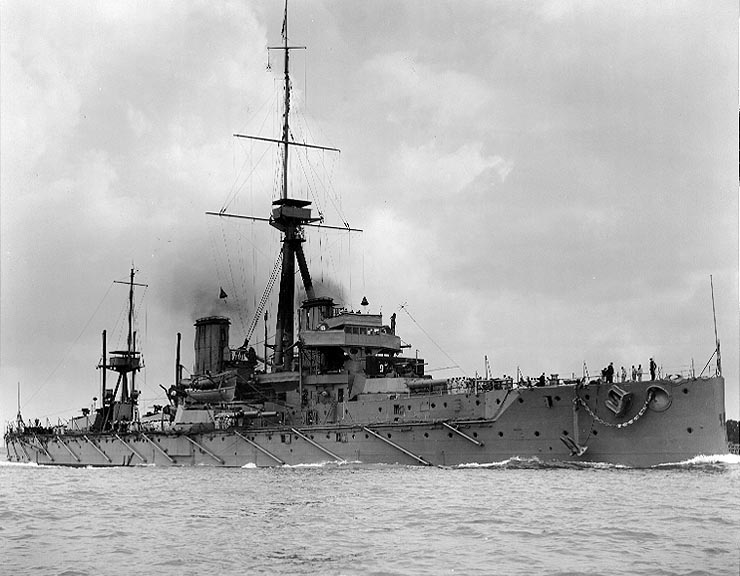
HMS. Considerat el primer cuirassat modern: el 1906 va ser el més ràpid del món a causa de la turbina de vapor de Parsons

### Aplicacions de turbines de vapor marines
També interessat en les aplicacions marines, Parsons va fundar la Parsons Marine Steam Turbine Company a Newcastle. Famosa, el juny de 1897, el seu iot propulsat per turbines, Turbinia, va aparèixer sense anunciar a la Navy Review per al jubileu de diamant de la reina Victòria a Spithead, el 26 de juny de 1897, davant del príncep de Gal·les, dignataris estrangers i Lords de l'Almirallat. El Turbinia es va moure als 34 nusos; els vaixells de la Royal Navy més ràpids que utilitzen altres tecnologies van arribar 27 nusos. Part de la millora de la velocitat prové de l'esvelt casc del Turbinia.
En dos anys, els destructors HMS Viper i HMS Cobra van ser llançats amb les turbines de Parsons, seguits aviat pel primer vaixell de passatgers propulsat per turbines, el vapor Clyde TS King Edward el 1901; els primers transatlàntics de turbina RMS  iVictorian i Virginianel 1905; i el primer cuirassat propulsat per turbina,HMS Dreadnought el 1906, tots ells impulsats pels motors de turbina de Parsons. El 2012 el  Turbinia es troba en una galeria construïda específicament al Discovery Museum de Newcastle.

### Honors i premis
Parsons va ser elegit membre de la Royal Society el juny de 1898, va rebre la seva medalla Rumford el 1902 i la medalla Copley el 1928, i va pronunciar la seva conferència Bakerian el 1918. Va exercir com a president de l'Associació Britànica de 1916 a 1919. Va ser un orador convidat de l'ICM el 1924 a Toronto. Va ser nomenat cavaller el 1911, i va esdevenir membre de l'Ordre del Mèrit el 1927. L'any 1929 l’Institut de Ferro i Acer li va concedir la Medalla d'Or Bessemer.

### Empreses supervivents
L'empresa de turbines Parsons sobreviu a la zona de Heaton de Newcastle com a part de Siemens, un conglomerat alemany. El 1925 Charles Parsons va adquirir la Grubb Telescope Company i la va rebatejar Grubb Parsons. Aquesta companyia va sobreviure a la zona de Newcastle fins al 1985.
Parsons també va dissenyar l’Auxetophone, un primer gramòfon d'aire comprimit.

## Vida personal i mort
El 1883, Parsons es va casar amb Katharine Bethell, la filla de William F. Bethell. Van tenir dos fills: l'enginyera i activista Rachel Mary Parsons (n. 1885) i Algernon George "Tommy" Parsons (n. 1886), que va morir en acció durant la Primera Guerra Mundial el 1918, als 31 anys
Van tenir una casa a Londres a 1 Upper Brook Street, Mayfair, de 1918 a 1931.
Sir Charles Algernon Parsons va morir l'11 de febrer de 1931 a bord del vaixell de vapor Duchess of Richmond mentre feia un creuer amb la seva dona. La causa de la mort es va donar com a neuritis. Un servei commemoratiu es va celebrar a l'abadia de Westminster el 3 de març de 1931. Parsons va ser enterrat a l'església parroquial de St Bartholomew's a Kirkwhelpington a Northumberland.
La seva vídua, Katharine, va morir a casa seva a Ray Demesne, Kirkwhelpington, Northumberland el 1933. Rachel Parsons va morir el 1956; Denis James Pratt va ser condemnat pel seu homicidi involuntari.
El 1919, Katharine i la seva filla Rachel van cofundar la Women's Engineering Society amb Eleanor Shelley-Rolls, Margaret, Lady Moir, Laura Annie Willson, Margaret Rowbotham i Janetta Mary Ornsby, que encara existeix avui dia. Sir Charles va ser inicialment un membre solidari de l'organització fins a la dimissió de la seva dona.

## Commemoració

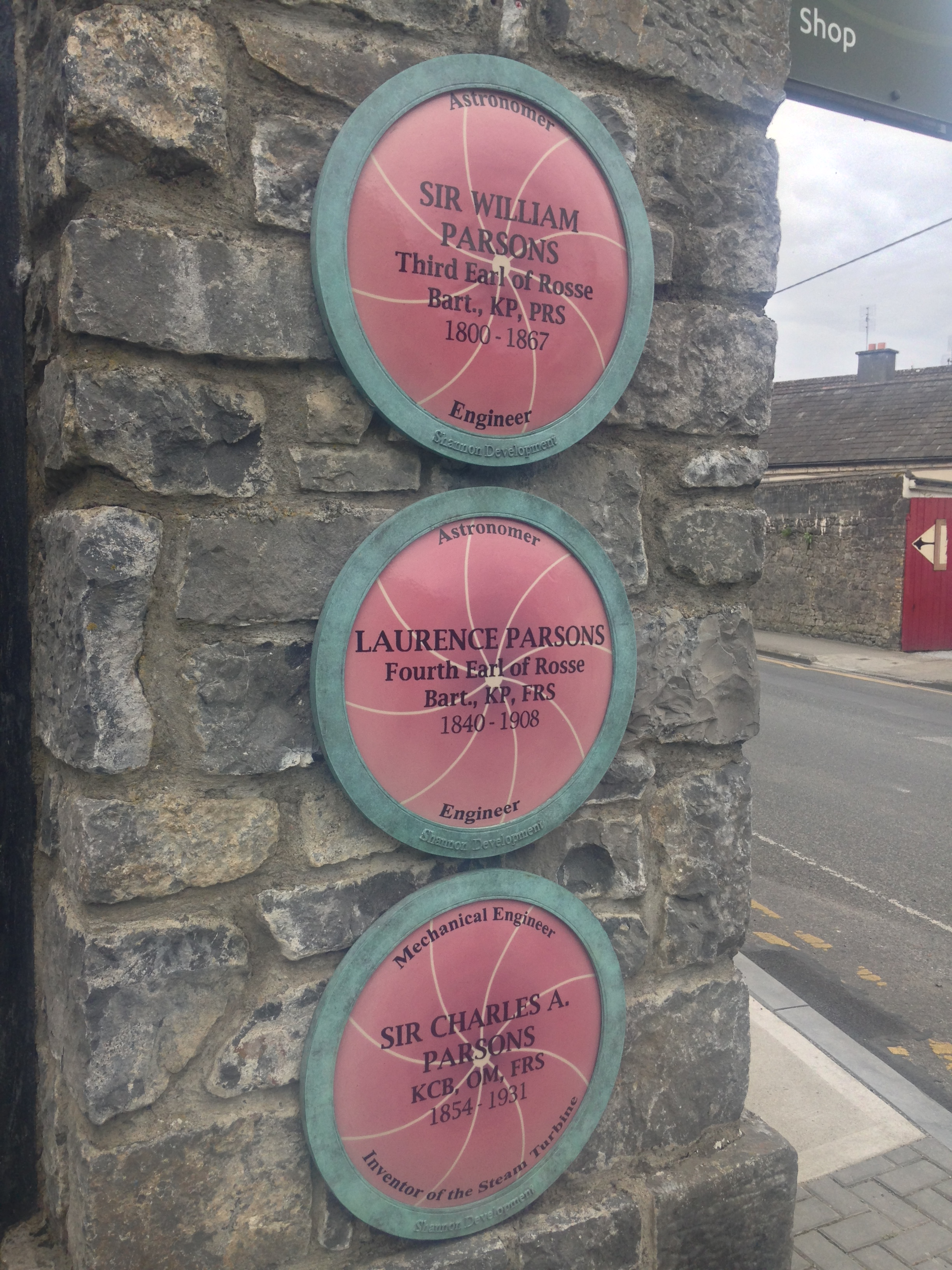
Placa de Parsons al castell de Birr

La casa ancestral de Parsons al castell de Birr, a Irlanda, alberga un museu que detalla la contribució que la família Parsons ha fet als camps de la ciència i l'enginyeria, amb part del museu dedicat al treball d'enginyeria de Charles Parsons.
Parsons està representat al revers d'una moneda irlandesa de plata de 15 euros de prova de plata que es va encunyar el 2017.
L'Acadèmia Irlandesa d'Enginyeria atorga la Medalla Parsons, que porta el nom de Charles Parsons, cada any a un enginyer que ha fet una contribució excepcional a la pràctica de l'enginyeria. Els guanyadors anteriors inclouen el professor Tony Fagan (2016), el doctor Edmond Harty (2017), el professor Sir John McCanny (2018) i Michael McLaughlin (2019).

## Obres seleccionades
- Llibre electrònic: "La turbina de vapor i altres invencions de Sir Charles Parsons"

- La turbina de vapor (Conferència Rede, 1911)

- El nebot de Charles Parsons, Michael Parsons, en el seu discurs del Trinity Monday de 1968.